# Cosmopterix athesiae
Cosmopterix athesiae là một loài bướm đêm thuộc họ Cosmopterigidae. Loài này có ở Ý (miền nam Tirol), Tây Ban Nha, Hy Lạp và châu Phi (Cameroon và Tanzania).
Sải cánh khoảng 10 mm. Cánh màu nâu sáng kim loại, vàng và trắng.